# Grapholita
Genre
Grapholita est un genre d'insectes de l'ordre des lépidoptères (papillons) de la famille des Tortricidae.

## Liste d'espèces
Selon NCBI (16 mai 2019) :
- Grapholita aureolana
- Grapholita caecana
- Grapholita compositella
- Grapholita conficitana
- Grapholita coronillana
- Grapholita delineana
- Grapholita dimorpha
- Grapholita discretana
- Grapholita edwardsiana
- Grapholita fissana
- Grapholita funebrana (Carpocapse des prunes)
- Grapholita gemmiferana
- Grapholita interstinctana
- Grapholita janthinana
- Grapholita jungiella
- Grapholita lobarzewskii
- Grapholita lunulana
- Grapholita mesoscia
- Grapholita molesta (Tordeuse orientale du pêcher)
- Grapholita orobana
- Grapholita packardi
- Grapholita pallifrontana
- Grapholita prunivora
- Grapholita tenebrosana
- Grapholita vitrana
- Grapholita zapyrana